# Progymnasium Tailfingen
Das Progymnasium Tailfingen (kurz: PGT) liegt im Albstädter Stadtteil Tailfingen und ist ein allgemeinbildendes Gymnasium mit einem naturwissenschaftlichen und einem sprachlichen Zug, dem nur die beiden letzten Jahre der Kursstufe fehlen. Derzeit werden am Progymnasium 283 Schüler in zwölf Klassen (Stufen 5–10) unterrichtet. Das PGT bildet zusammen mit der Lammerberg-Realschule das Schulzentrum Lammerberg, das gemeinschaftlich den naturwissenschaftlichen Trakt nutzt.

## Schulprofil
Erste Fremdsprache ist Englisch (ab Klasse 5). In Klasse 6 schließt sich Französisch als zweite Fremdsprache an, als dritte Fremdsprache kann Spanisch gewählt werden. In der 7. Klasse kann zwischen zwei Profilen gewählt werden. Das PGT bietet ab Klasse 8 das naturwissenschaftliche Profil mit dem Fach Naturwissenschaft und Technik und das fremdsprachenorientierte Profil mit dem Fach Spanisch an. Das Progymnasium ist dabei ein G8-Gymnasium, welches das Abitur nach der 12. Jahrgangsstufe vorbereitet. Schüleraustauschfahrten finden jährlich nach Chambéry (Frankreich) und alle zwei Jahre nach Duluth (USA) statt.

## Gründung
Das Progymnasium wurde 1968 vom Stuttgarter Architekten Wilhelm & Schwarz geplant. Der mit schwarzem Kunstschiefer verkleidete Betonbau mit seinen zwölf Flachdächern auf neun Ebenen wurde in den Berghang hineingebaut. 1971 wurde der Bau vollendet und die ersten Klassen konnten im Progymnasium unterrichtet werden. Von 2019 bis 2024 wurde das PGT grundlegend saniert.